# 陆港街道
陆港街道是中华人民共和国吉林省通化市东昌区下辖的一个街道办事处。

## 行政区划
陆港街道下辖以下村级行政区划单位：
二密村、庙东村、德胜村、北甸子村、大连川村和西岔村。